# 리미니 FC 1912
리미니 풋볼 클럽(Rimini Football Club S.r.l.)는 이탈리아 에밀리아로마냐주 리미니를 연고지로 한 축구 클럽이다.

## 선수 명단

### 현역
참고: FIFA 자격 규정에 따라 소속된 국가대표팀 국기를 표시합니다. 선수는 복수의 FIFA 비회원국 국적을 가지고 있을 수 있습니다.
| 번호 | 포지션 | 국적 | 이름                |
| ---- | ------ | ---- | ------------------- |
| 23   | MF     |      | 리나스 메겔라이티스 |

| 번호 | 포지션 | 국적 | 이름          |
| ---- | ------ | ---- | ------------- |
| 91   | GK     |      | 시모네 콜롬비 |

## 역대 감독
| 감독            | 임기        |
| --------------- | ----------- |
| 엘레니오 에레라 | 1978 ~ 1979 |
| 아리고 사키     | 1982 ~ 1983 |
| 아리고 사키     | 1984 ~ 1985 |